# Cueshé
I Cueshé sono un gruppo rock filippino fondato nel 2001 e composto da 6 membri: Jay Justiniani (voce), Ruben Caballero (chitarra e voce secondaria), Jovan Mabini (chitarra), Fritz Labrado (basso), Jhunjie Dosdos (tastiera) e Mike Manaloto (batteria).

## Discografia

### Album
- Half Empty, Half Full - 2005
- Back To Me - 2006
- Driven - 2008

### Singoli
- "Stay"
- "Sorry"
- "Ulan"
- "Can't Let You Go"
- "24 Hours"
- "Back To Me"
- "Borrowed Time"
- "Bakit?"
- "Pasensya Na"
- "BMD"
- "There Was You"